# Trapiche Pampa
Trapiche Pampa es una localidad peruana ubicada en el distrito de Ayabaca, perteneciente a la provincia homónima del departamento de Piura, al norte del Perú. 

## Ubicación
Trapiche Pampa se ubica al norte de la provincia de Ayabaca, en el distrito de Ayabaca, en el departamento de Piura.

## Demografía
En 2017 Trapiche Pampa tenía una población de 29 habitantes.